# 茨城県道161号門井山方線

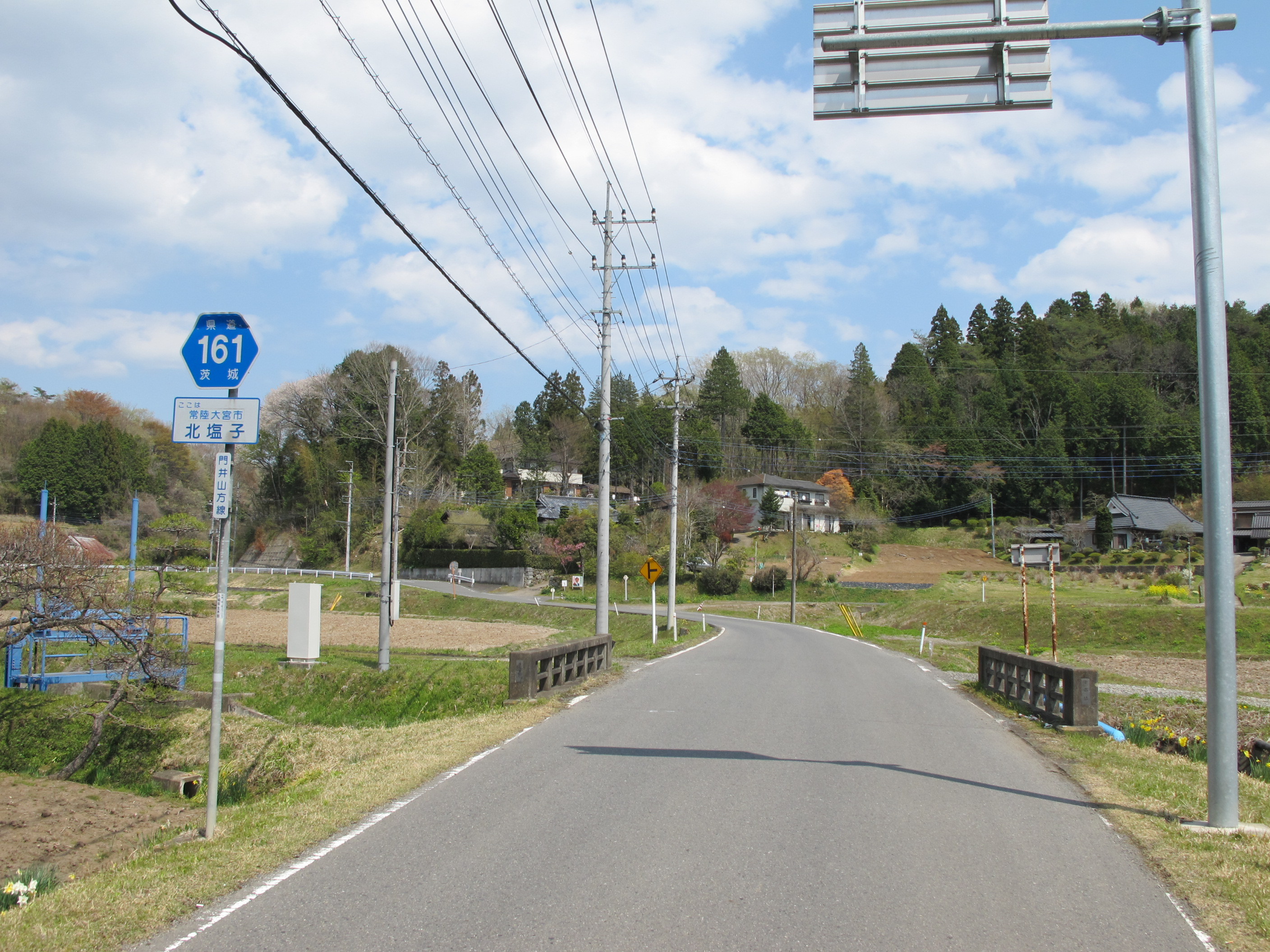
茨城県道161号門井山方線
常陸大宮市北塩子（2014年4月）

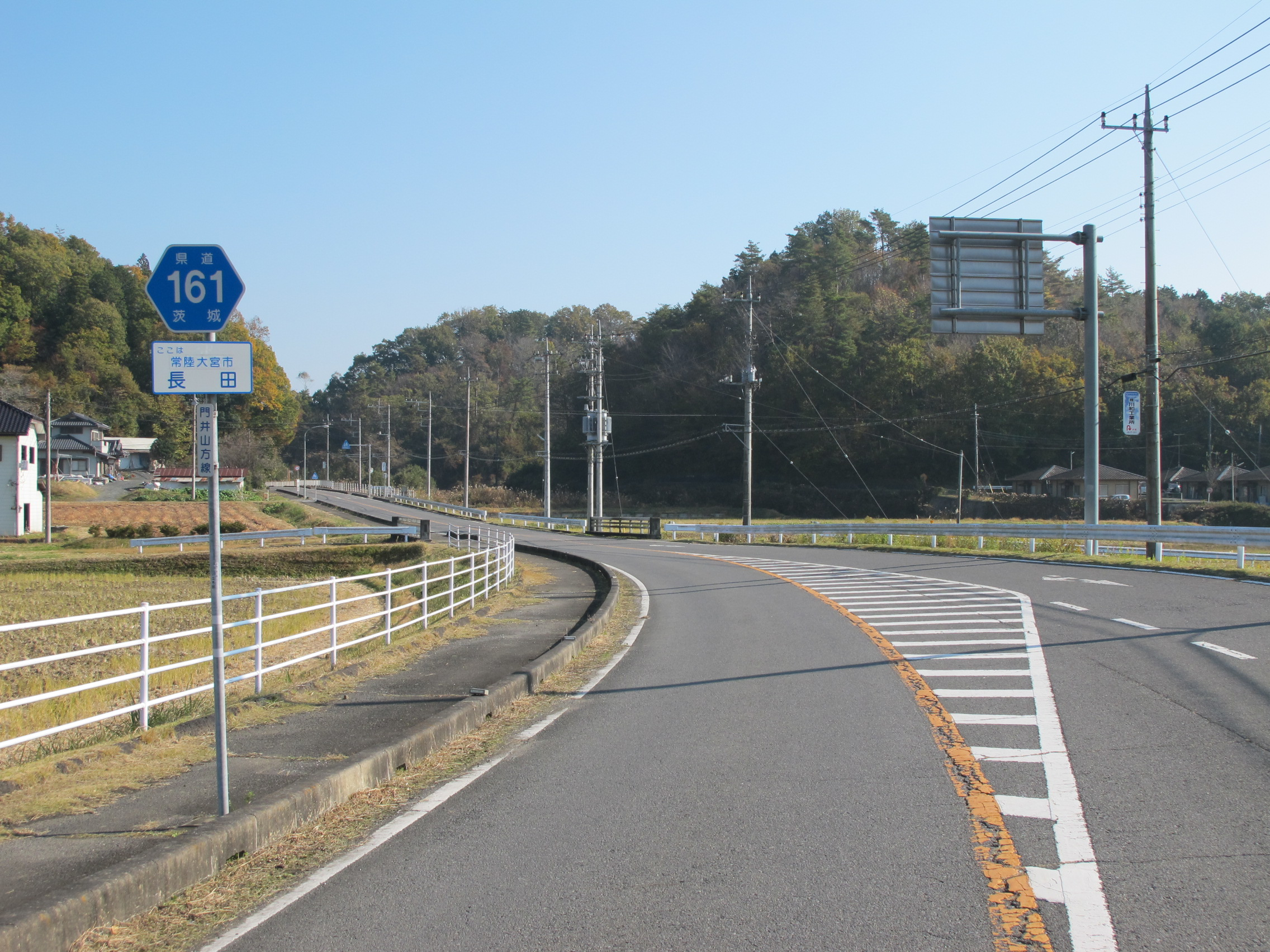
常陸大宮市長田（2013年11月）

茨城県道161号門井山方線（いばらきけんどう161ごう かどいやまがたせん）は、茨城県常陸大宮市門井から同市山方に至る一般県道である。

## 路線概要
- 起点：茨城県常陸大宮市門井（茨城県道12号烏山御前山線交点）[1]
- 終点：茨城県常陸大宮市山方字枇杷川三丁目1387番1地先（国道118号交点）[2]
- 総延長：9.071 km[3]
- 重用延長：1.239 km[3]
- 未供用延長：なし[3]
- 実延長：7.832 km[3]
- 自動車交通不能区間延長[注釈 1]：なし[3]

## 歴史
1959年（昭和34年）10月14日、新たな県道として東茨城郡御前山村大字門井を起点とし、那珂郡大宮町を経由し那珂郡山方町を終点とする区間を本路線とする県道門井山方線として茨城県が県道路線認定した。
1995年（平成7年）に整理番号161となり現在に至る。

### 年表
- 1940年（昭和15年）11月18日：現在の路線の前身である野上長倉線が路線認定される。
- 1959年（昭和34年）10月14日
  - 現在の路線が路線認定される（図面対照番号150）[4]。
  - 道路の区域は、東茨城郡御前山村大字門井の主要地方道水戸烏山線（現在の県道烏山御前山線）分岐から那珂郡山方町大字野上の二級国道水戸郡山線（現在は国道118号の旧道）交点までと決定された[1]。
- 1970年（昭和45年）4月23日：国道118号改築に伴い、終点側の道路を延長して那珂郡山方町大字野上 - 大字山方（国道118号交点）の道路区域（484 m）を編入[5]。
- 1987年（昭和62年）10月1日：那珂郡山方町大字照田地内の道路改良バイパス（560 m）の区域が決定[6]。
- 1993年（平成5年）
  - 1月28日：那珂郡大宮町大字西塩子地内のバイパス道（520 m）が開通する[7]。
  - 10月25日：上記開通を受け、那珂郡大宮町大字西塩子地内の旧道（515 m）が指定解除される[8]。
- 1995年（平成7年）3月30日：整理番号208から現在の番号（整理番号161）に変更される[9]。
- 2008年（平成20年）8月10日：常陸大宮市西塩子地内の現道のバイパスを含む道路改良道路（約0.5 km）を供用開始[10]。
- 2013年（平成25年）
  - 4月5日：常陸大宮市野上 - 同市山方の国道118号に接続するバイパスの一部（約1.0 km）が開通する[11][12]。
  - 10月7日：常陸大宮市北塩子 - 西塩子地区の国道293号に接続するバイパス（約250 m）が開通する[13][14]。
  - 12月19日：終点付近の常陸大宮市野上（山方商業入口交差点） - 同市山方（国道118号）の狭隘な旧道（1.239 km）が指定解除により市道へ降格する[2]。
- 2018年（平成30年）3月22日：常陸大宮市北塩子地内の国道293号・北塩子簡易郵便局前と接続する旧道（350 m）を指定解除し、常陸大宮市に移管[15]。
- 2022年（令和4年）7月19日：常陸大宮市北塩子地内にバイパスを新設する道路区域（440 m）を指定[16]。

## 地理

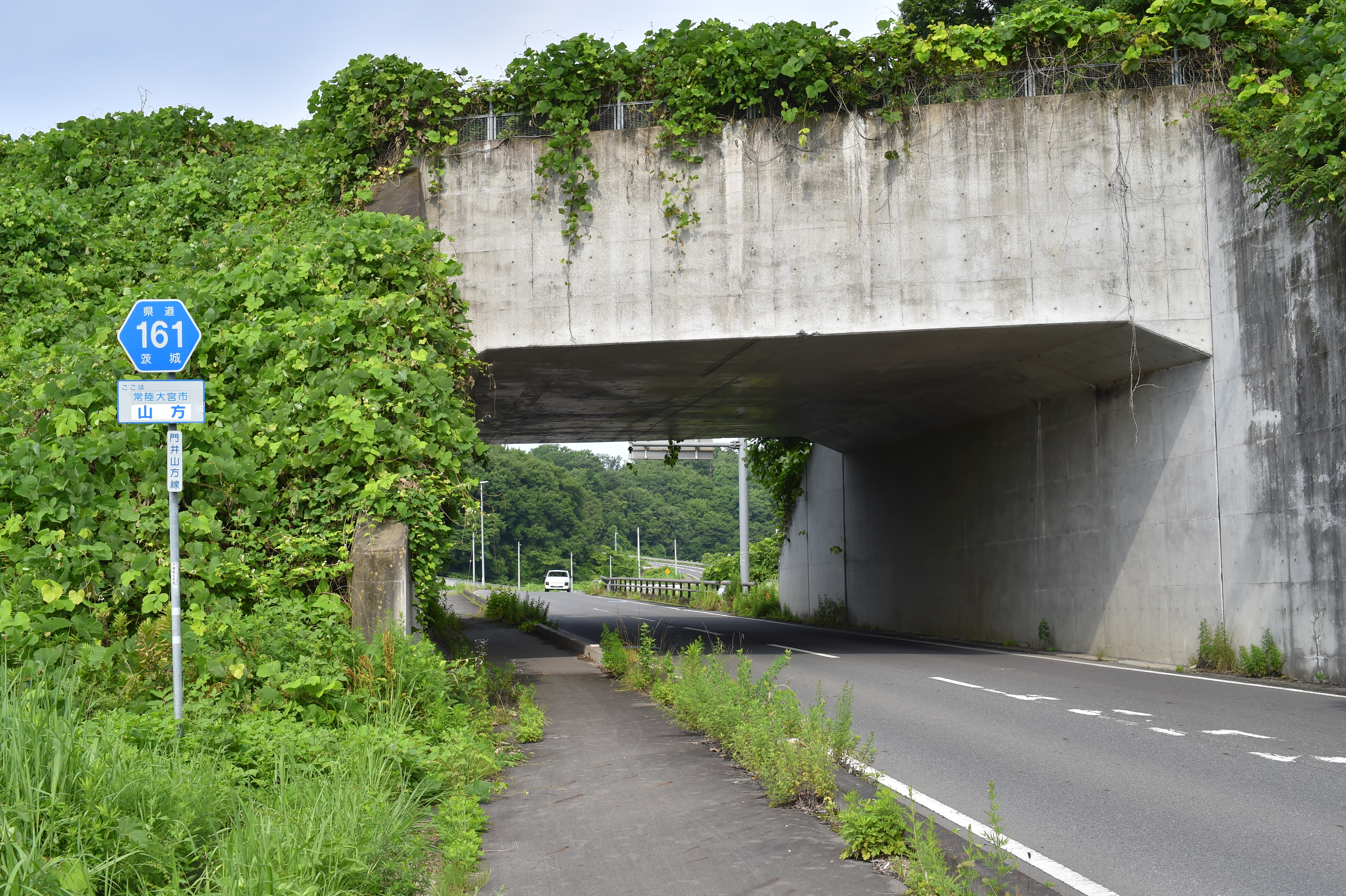
常陸大宮市山方（2024年7月）

### 通過する自治体
- 茨城県
  - 常陸大宮市

### 交差する道路
- 茨城県道102号長沢水戸線（常陸大宮市照田）
- 国道293号（常陸大宮市北塩子）

### 沿線
- マナゴルフクラブ（常陸大宮市西塩子）
- 水戸グリーンカントリークラブ照田コース（常陸大宮市照田）